# Kreuzweg in der Friedhofsmauer (Külsheim)
Der Kreuzweg in der Friedhofsmauer befindet sich im Stadtfriedhof in Külsheim im Main-Tauber-Kreis in Baden-Württemberg. Der Kreuzweg bei der Kirche St. Martin steht unter Denkmalschutz.

## Kreuzweg
Ursprünglich war der katholische Friedhof bei St. Martin komplett von einer Mauer umgeben, in die, im Uhrzeigersinn, die 14 Stationen des Kreuzwegs eingearbeitet waren. Bei der Erweiterung des Friedhofs im Jahr 1974 wurde aber der südliche Teil der Mauer entfernt; die dortigen Kreuzwegstationen stehen seitdem frei auf Sockeln. Die Bilder zum Leidensweg Jesu sind aus Gusseisen angefertigt und koloriert. Sie befinden sich in Kreuzweghäuschen aus Rotsandstein.
Der Külsheimer Kreuzweg umfasst 14 Stationen mit den folgenden Inschriften:

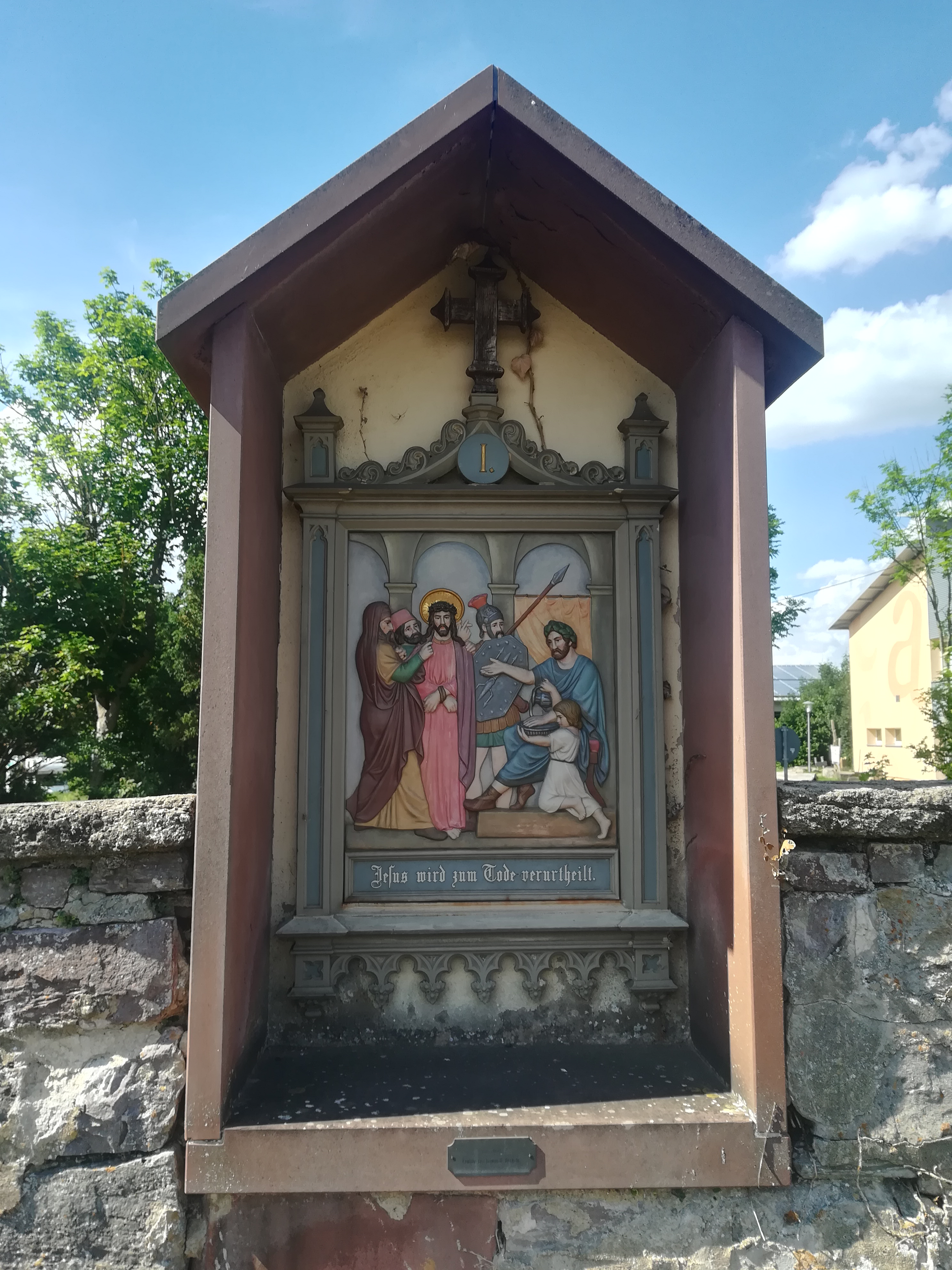
I. Jesus wird zum Tode verurteilt
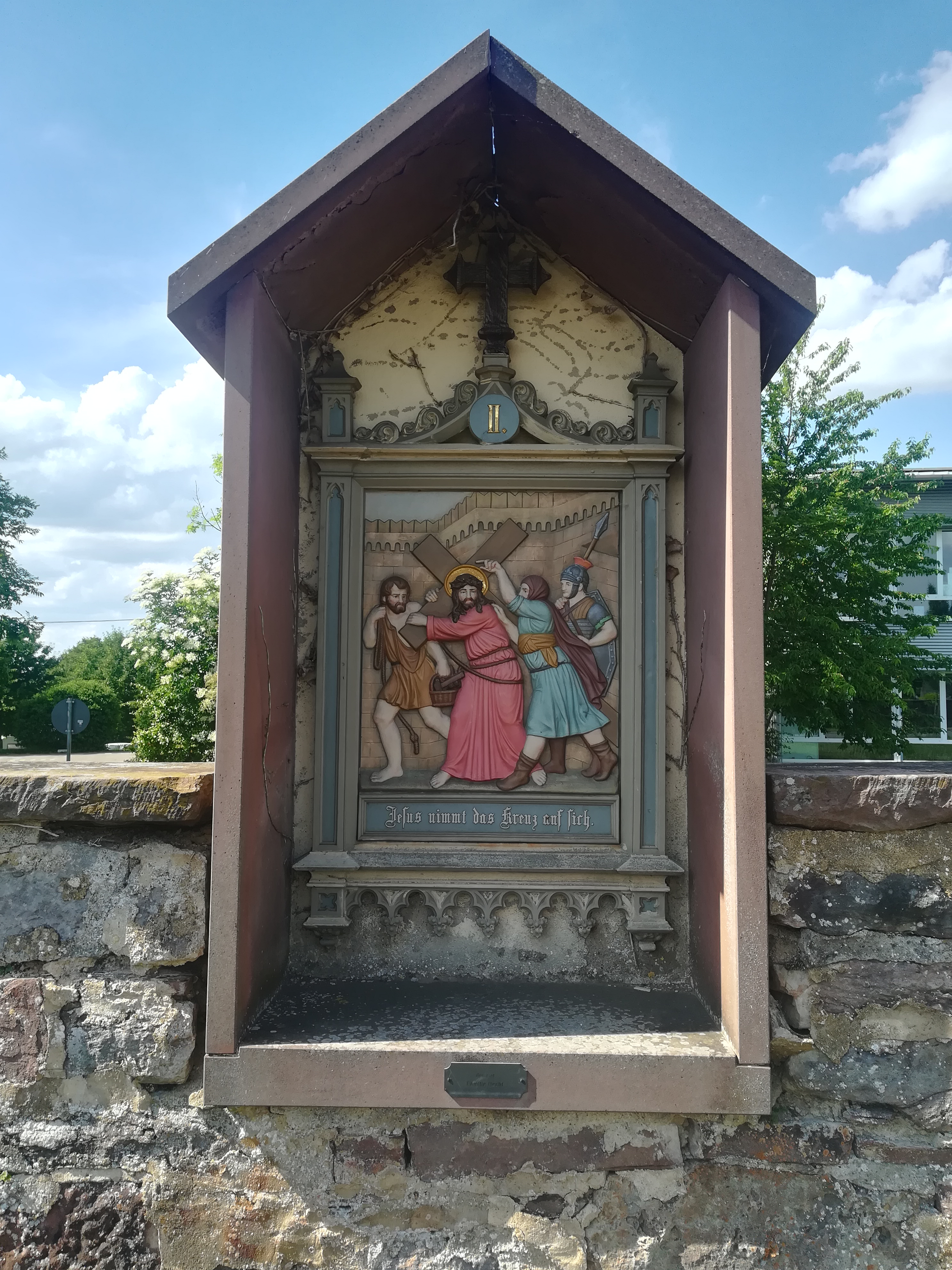
II. Jesus nimmt das Kreuz auf sich
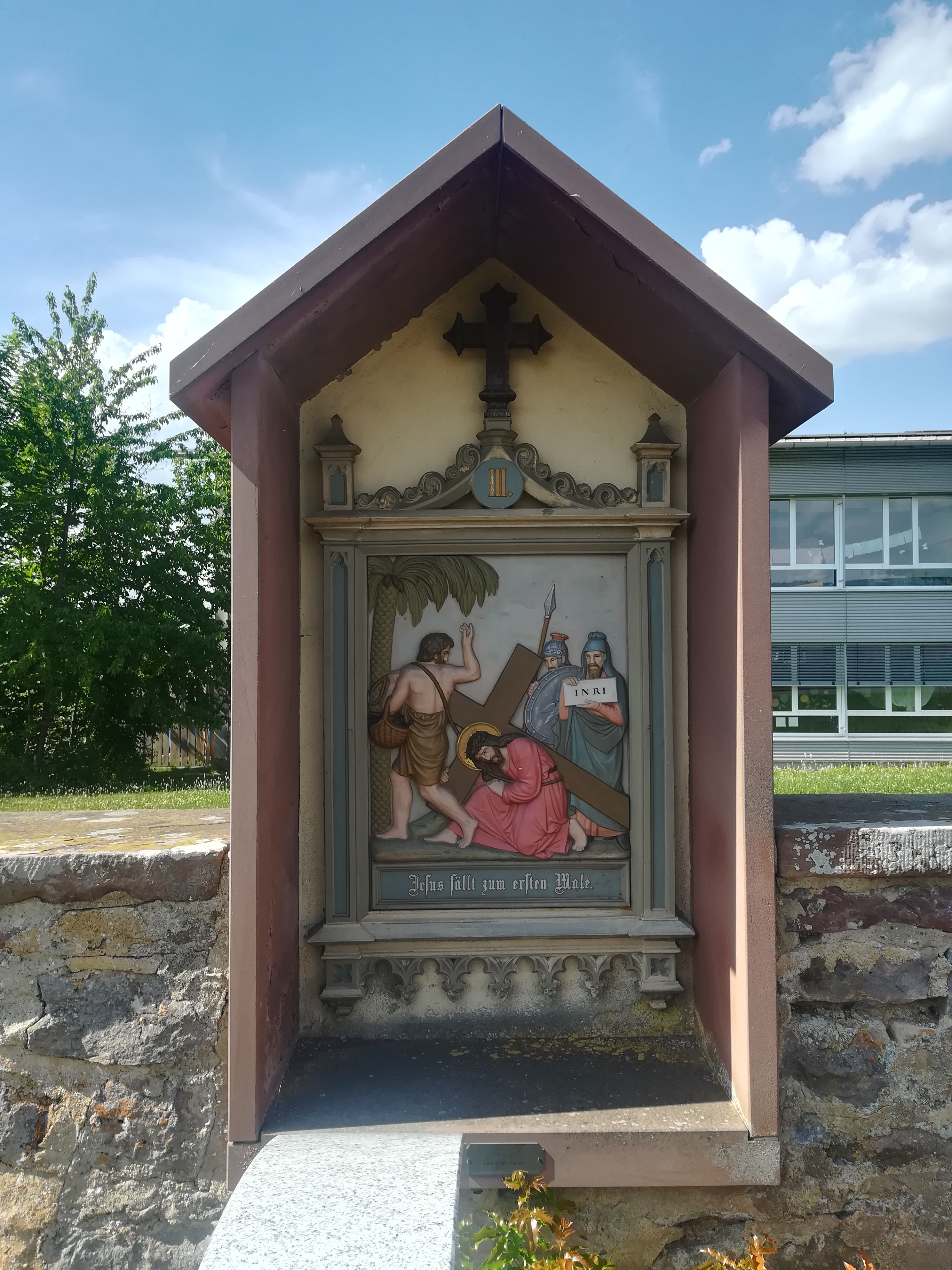
III. Jesus fällt zum ersten Male
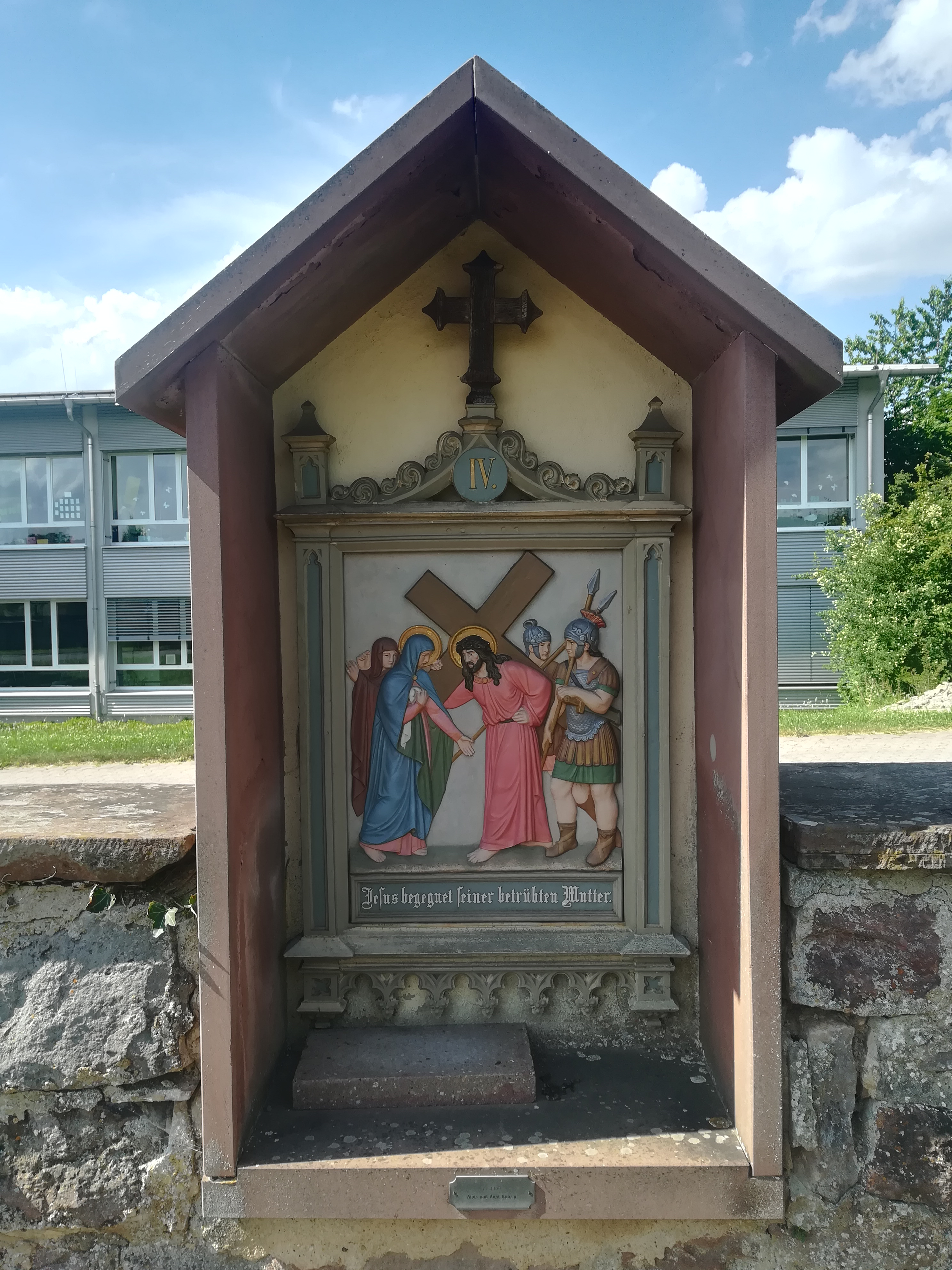
IV. Jesus begegnet seiner betrübten Mutter
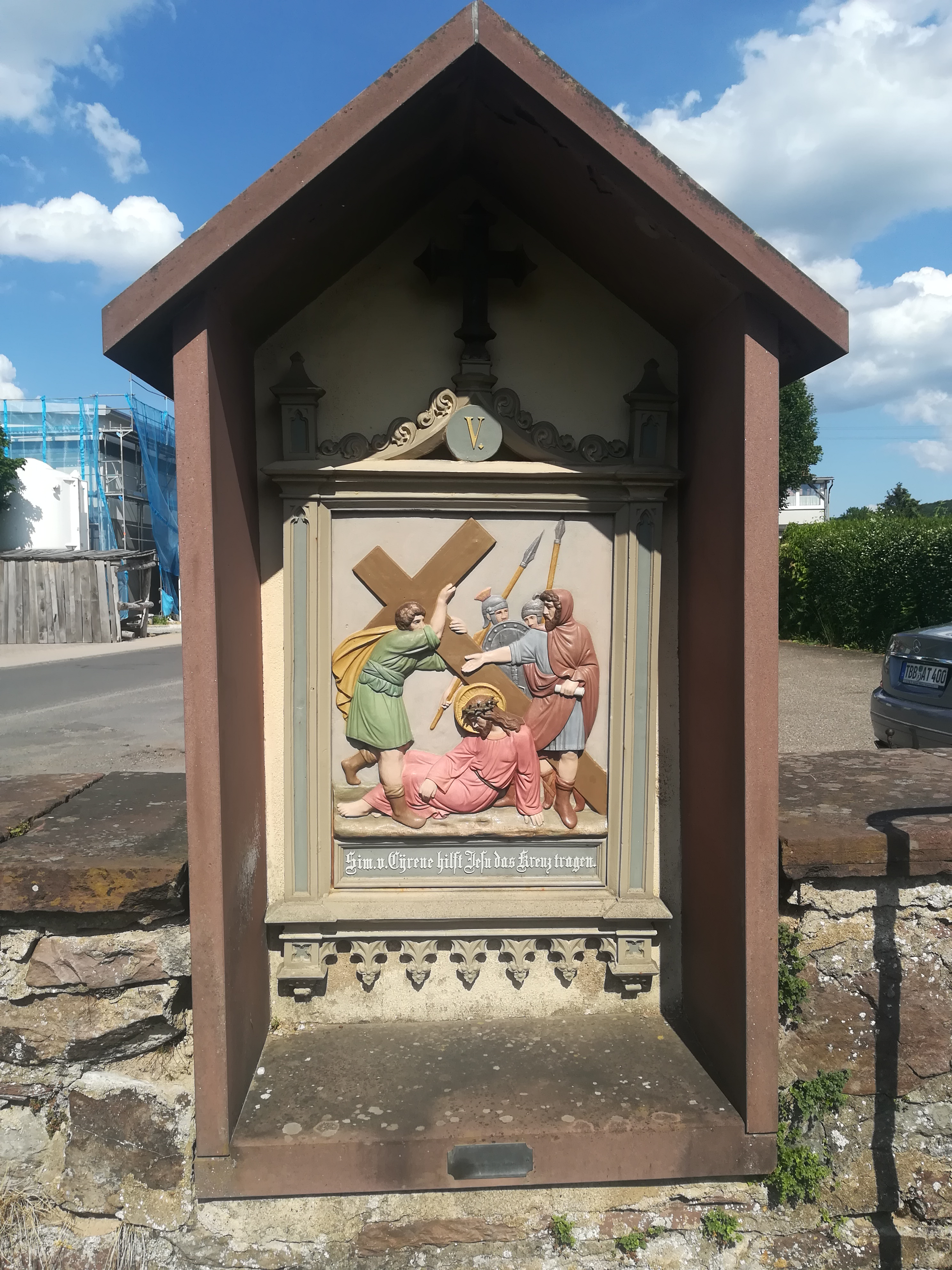
V. Sim. v. Cyrene hilft Jesu das Kreuz tragen
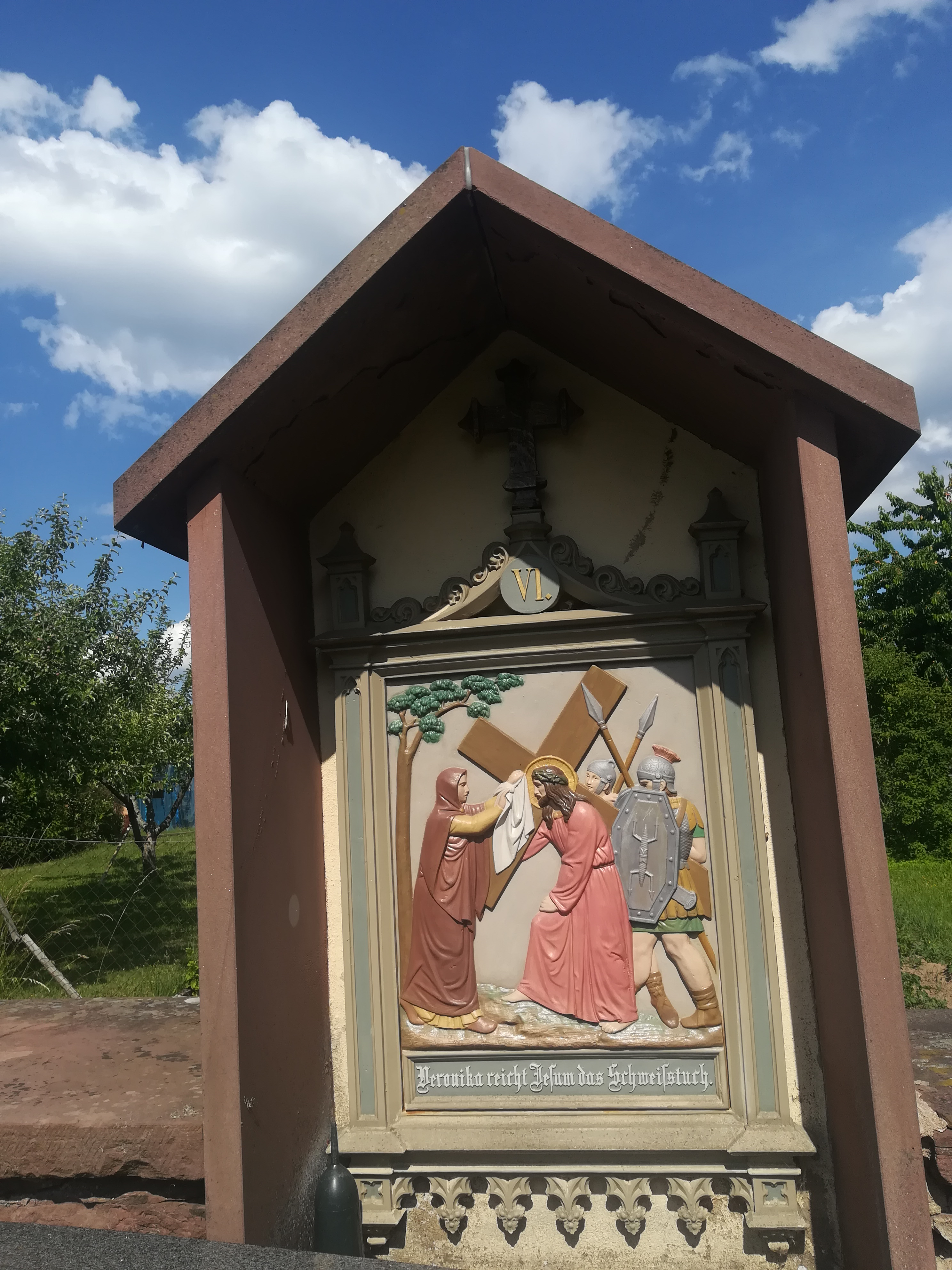
VI. Veronika reicht Jesus das Schweißtuch
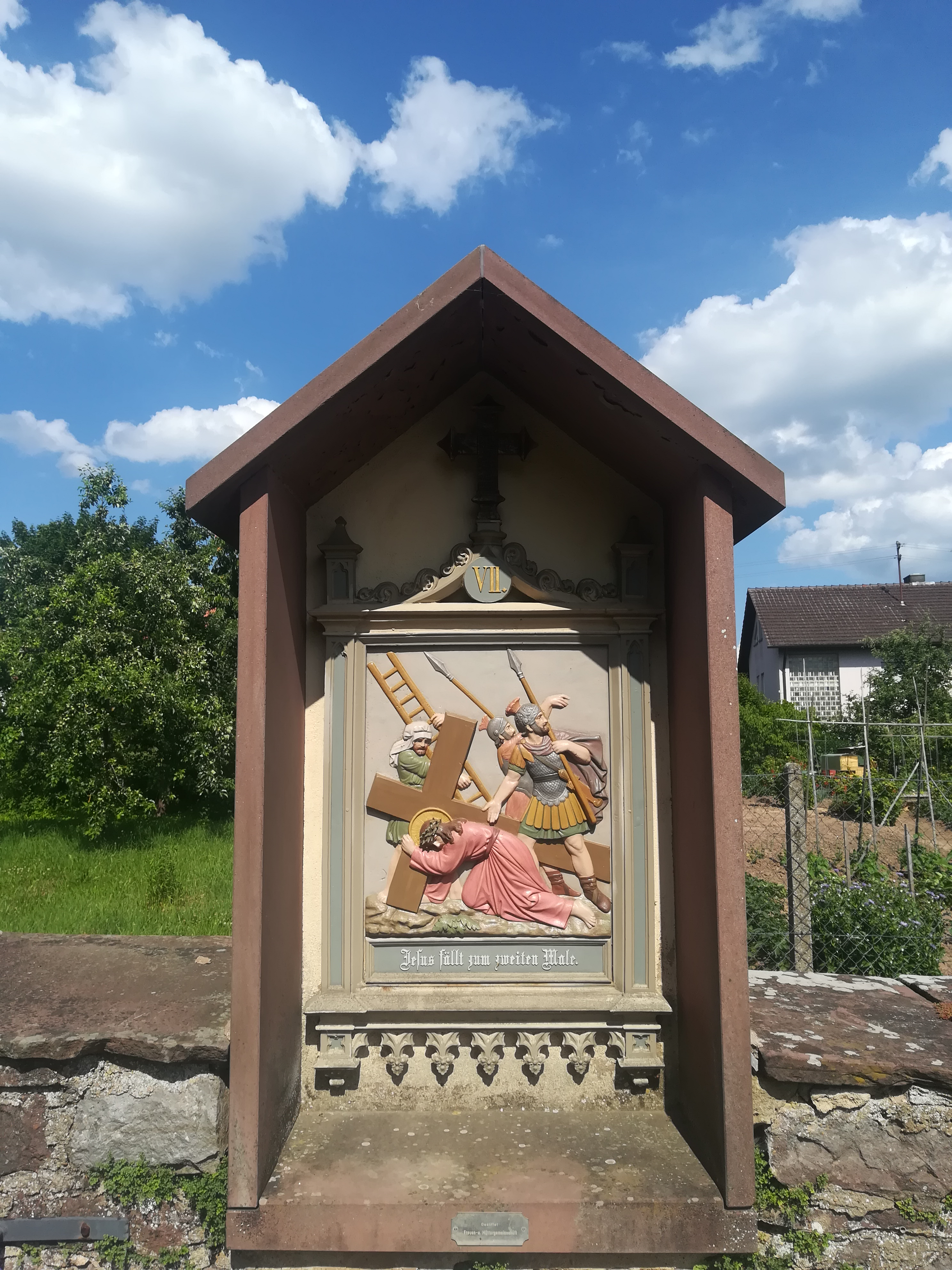
VII. Jesus fällt zum zweiten Male
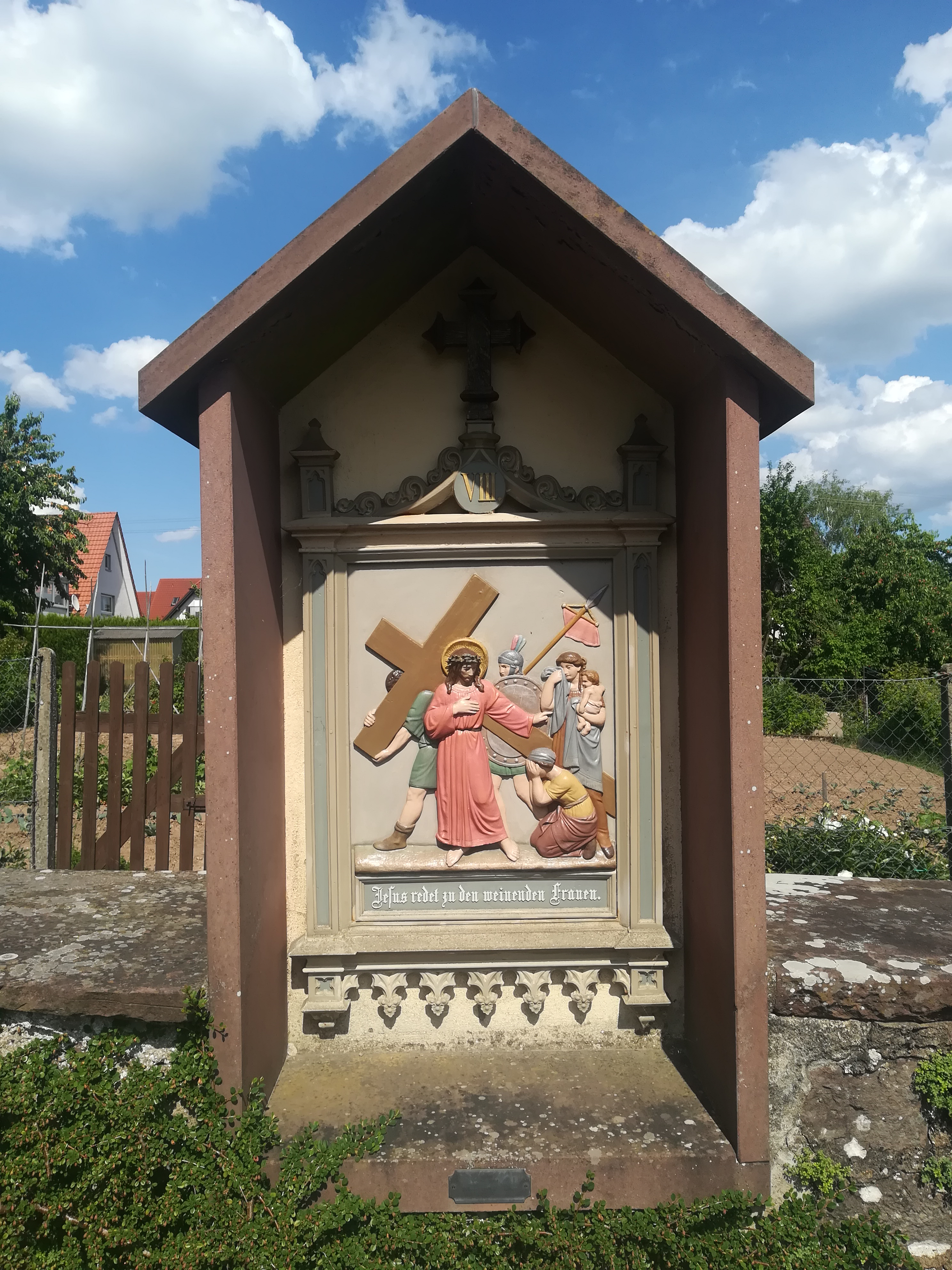
VIII. Jesus redet zu den weinenden Frauen
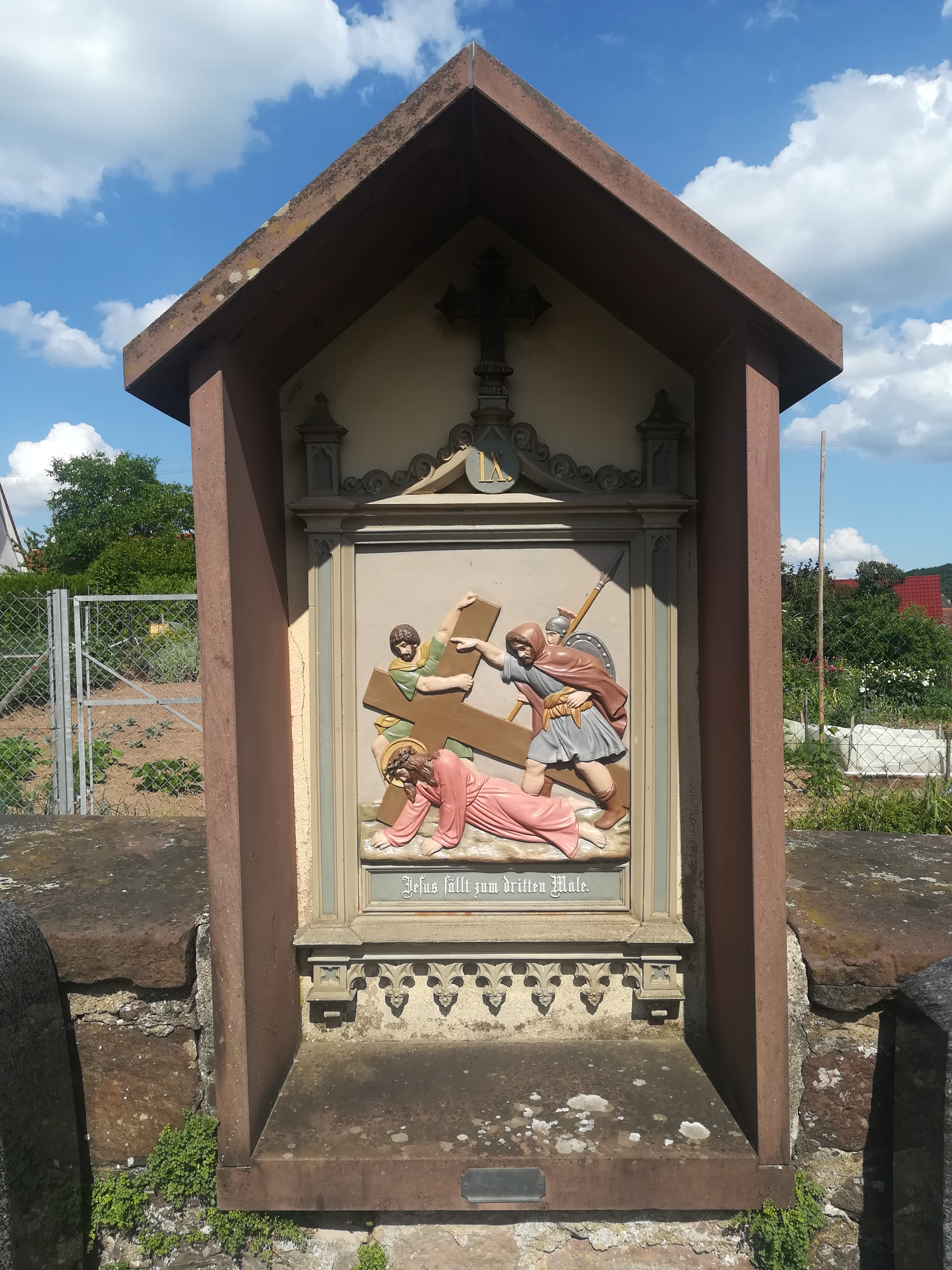
IX. Jesus fällt zum dritten Male
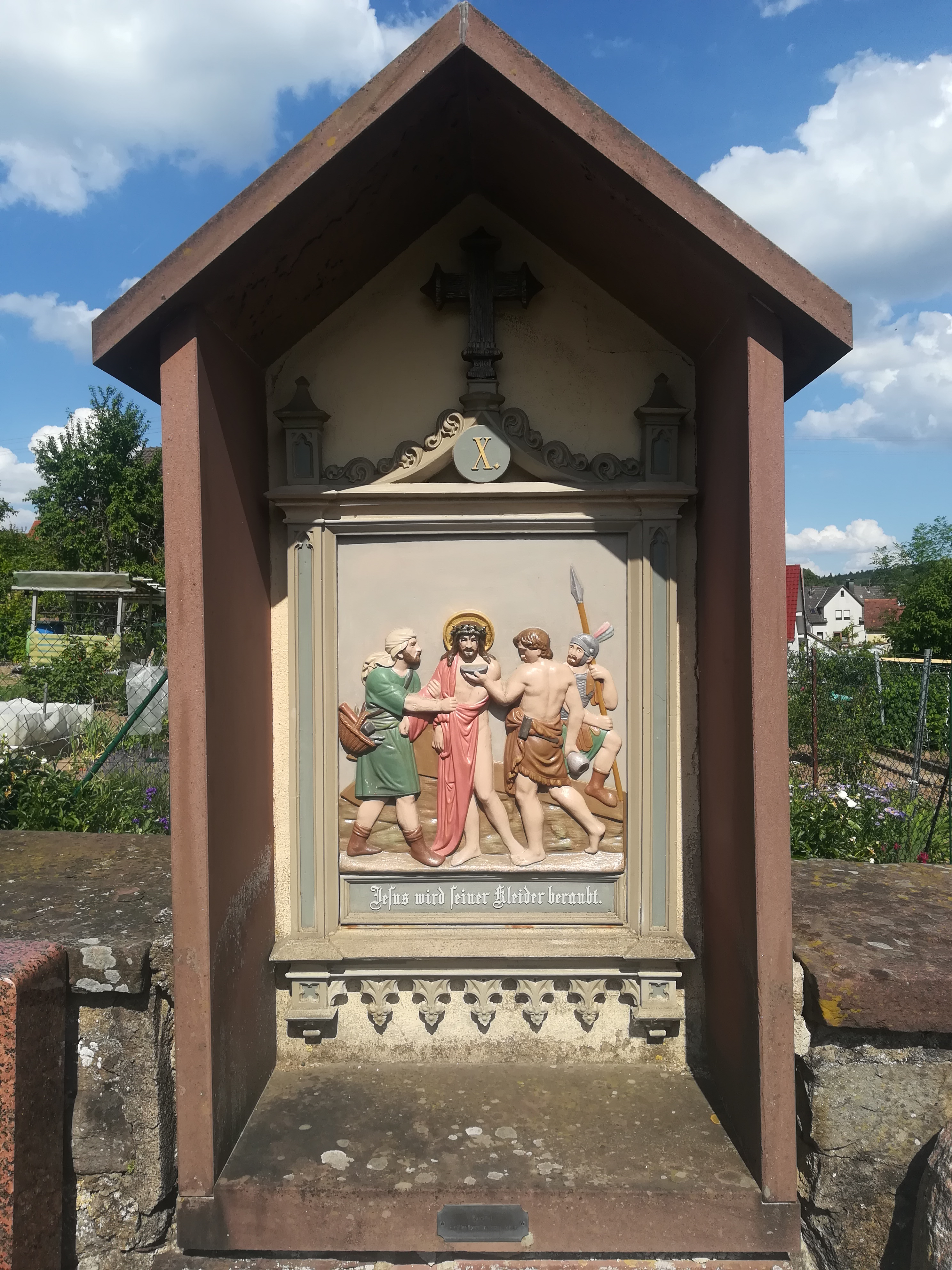
X. Jesus wird seiner Kleider beraubt
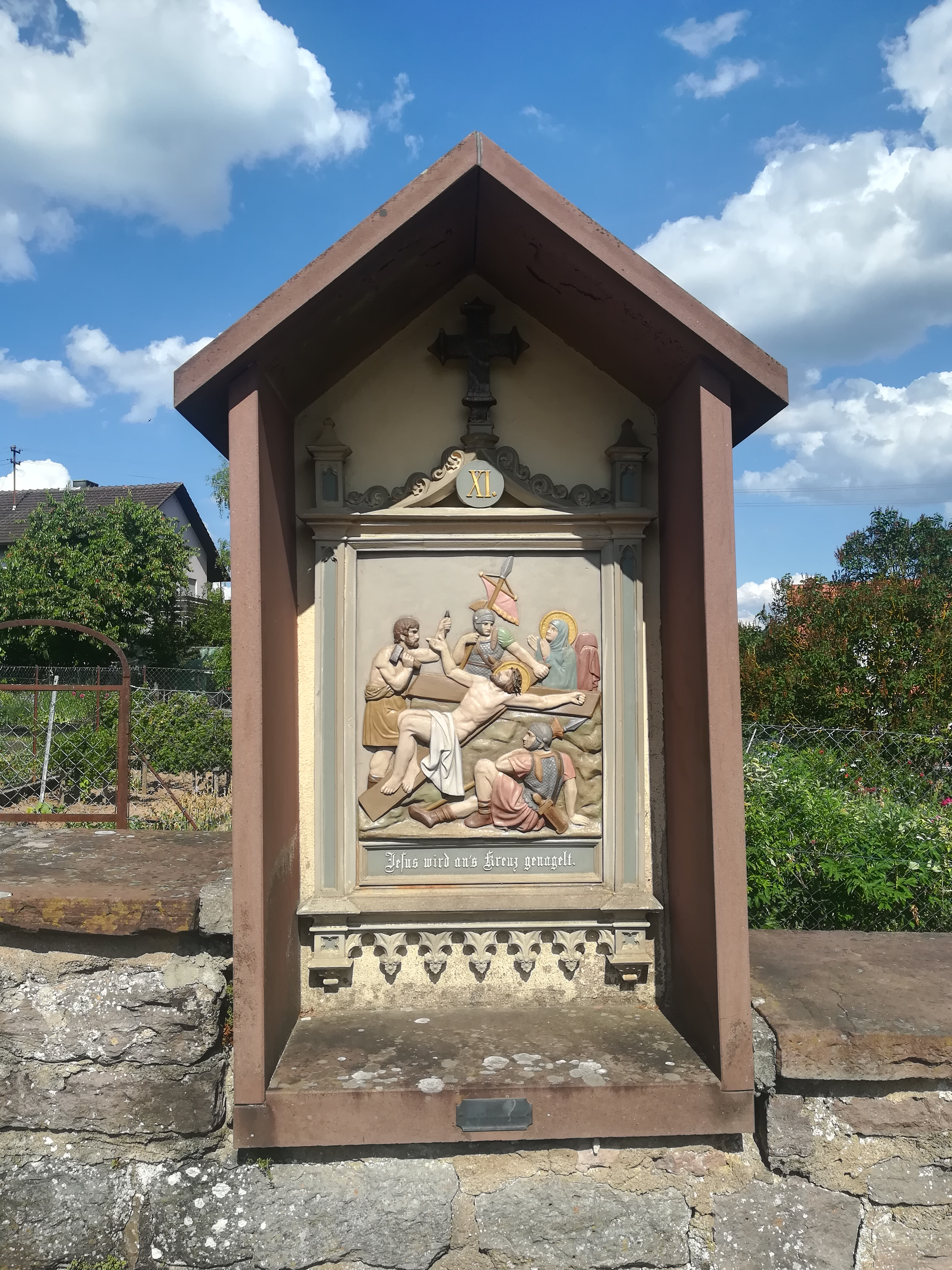
XI. Jesus wird an's Kreuz genagelt
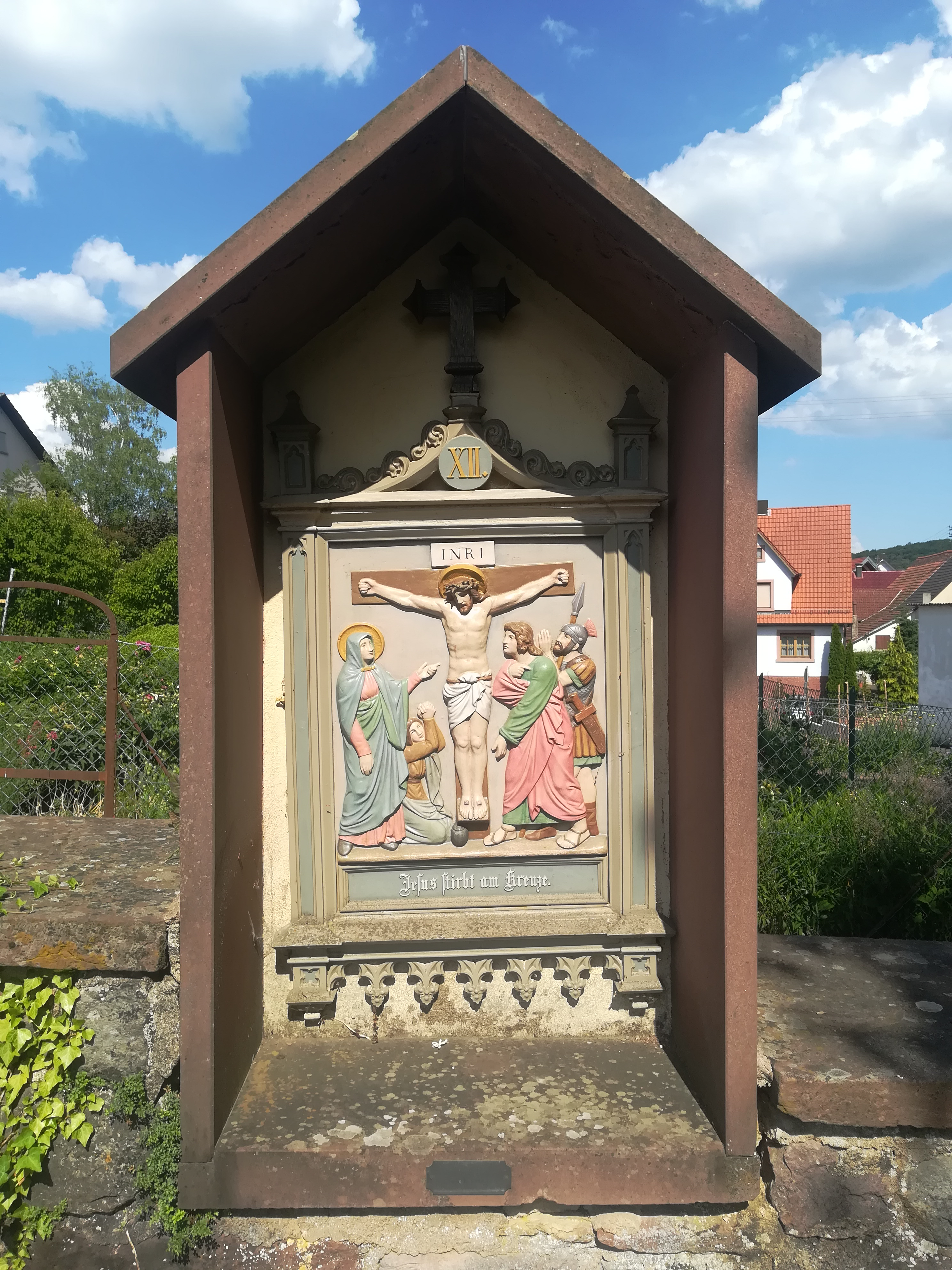
XII. Jesus stirbt am Kreuze
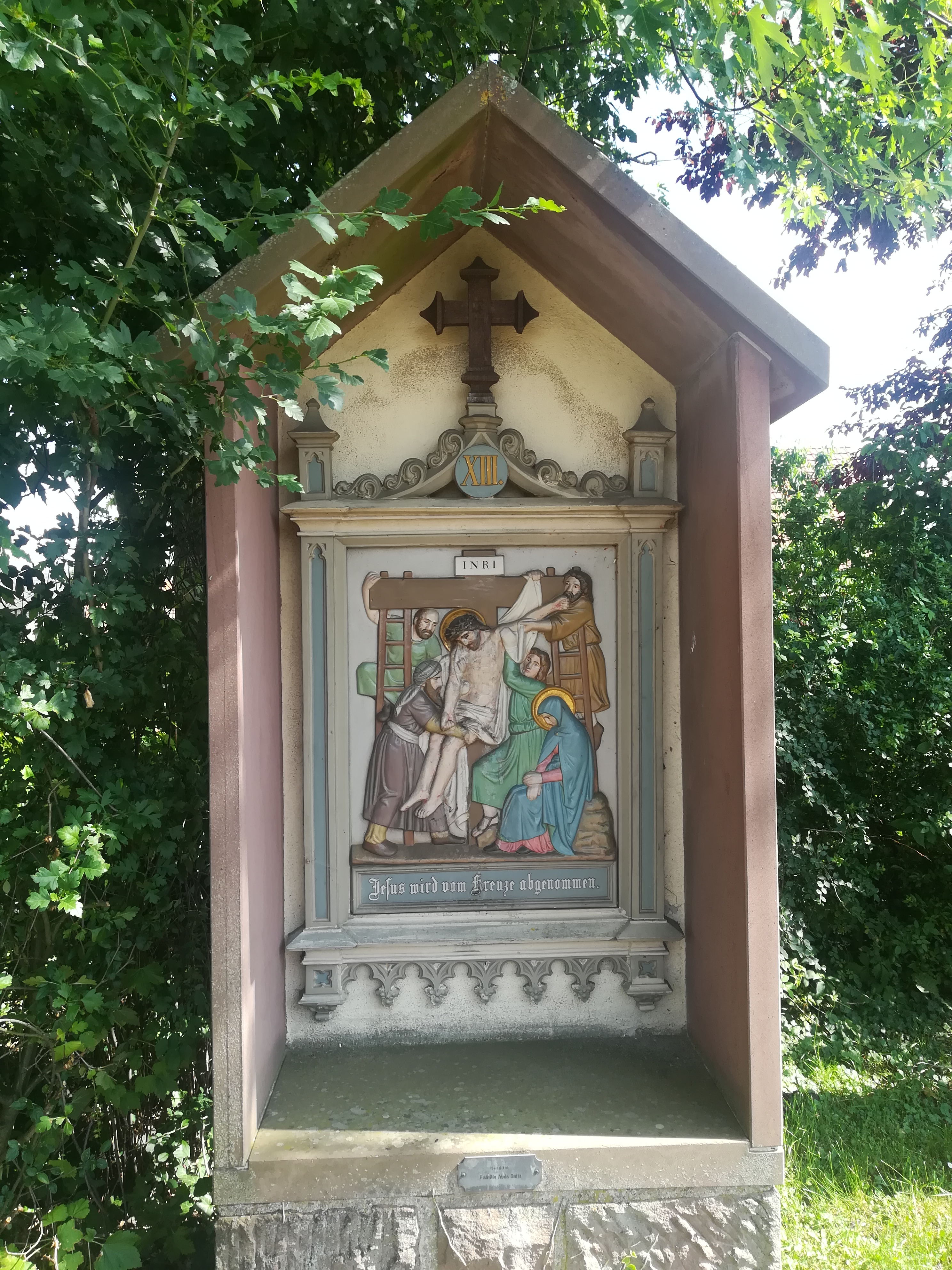
XIII. Jesus wird vom Kreuze abgenommen
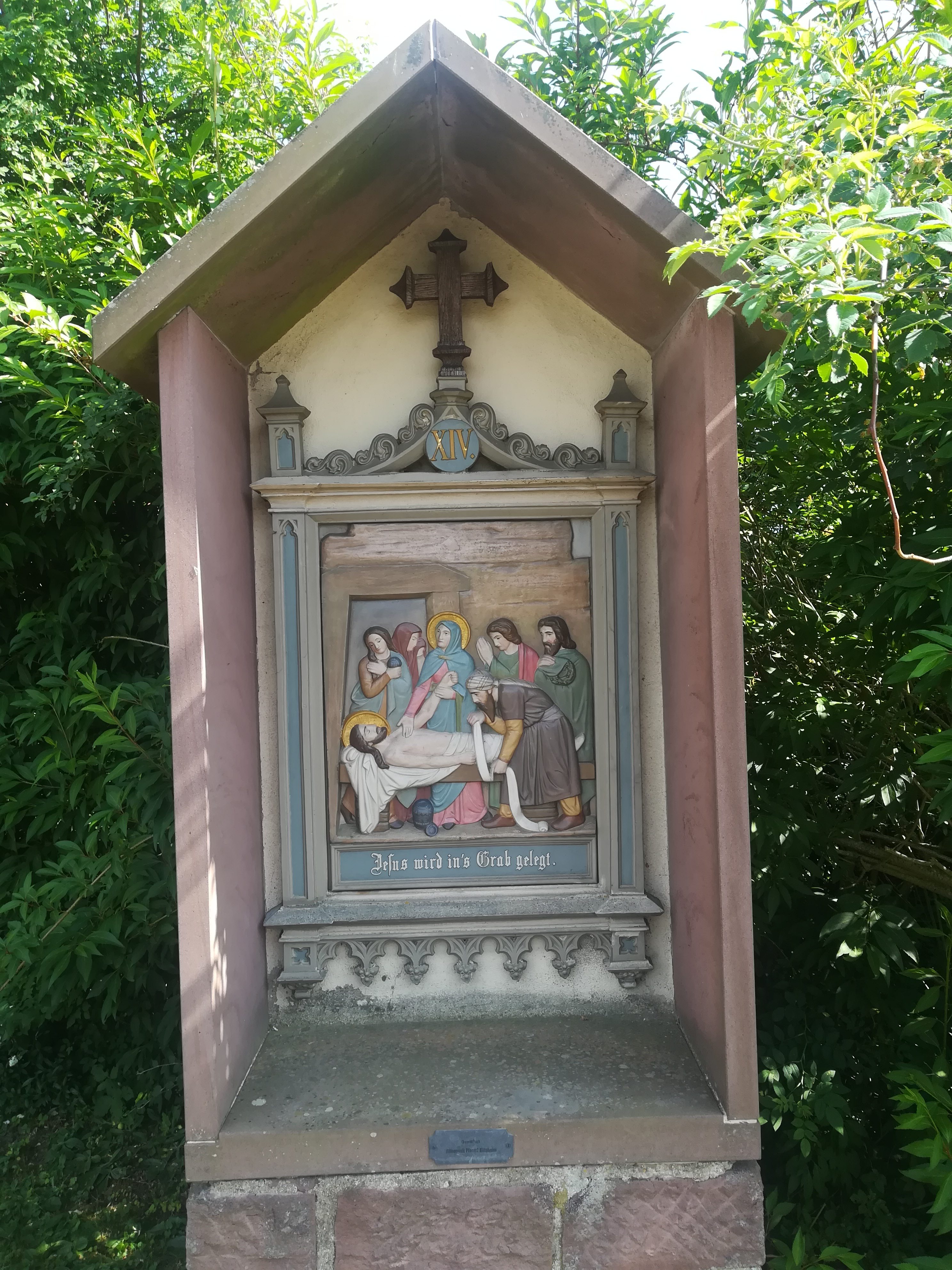
XIV. Jesus wird in's Grab gelegt